# Jeanne Tremsal
Jeanne Tremsal (née en 1977 à La Montagne) est une actrice franco-allemande ayant des rôles dans des téléfilms allemands.

## Filmographie

### Cinéma
- 2022 : Servus Papa, See You in Hell (La mère de Jeanne)
- 2025 : Ballad of a Small Player d'Edward Berger (productrice)

### Télévision
- 2006 : Un père à tout prix (Zwei Millionen suchen einen Vater)